# Okayama International Circuit

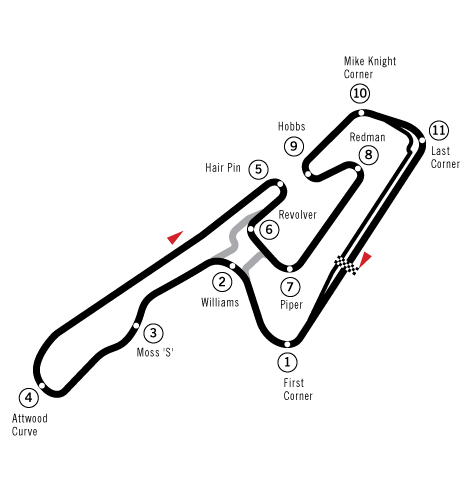
Okayama International Circuit

Okayama International Circuit, tidigare TI Circuit Aida, är en privatägd racerbana belägen i Mimasaka, Japan. Banan byggdes 1992, är 3,703 km lång och har 13 kurvor. TI är en förkortning på Tanaka International som var namnet på de tidigare ägarna till banan. Åren 1994 och 1995 kördes Stilla havets Grand Prix i Formel 1 på TI Circuit Aida och båda loppen vanns av Michael Schumacher.
I mars 2003 bytte banan ägare från Tanaka International Company till Unimat Holding Co., Ltd. och även namn, från TI Circuit Aida till Okayama International Circuit.
Mellan 2008 och 2010 kördes World Touring Car Championships FIA WTCC Race of Japan på banan, innan den flyttades till Suzuka International Racing Course.

## Externa länkar

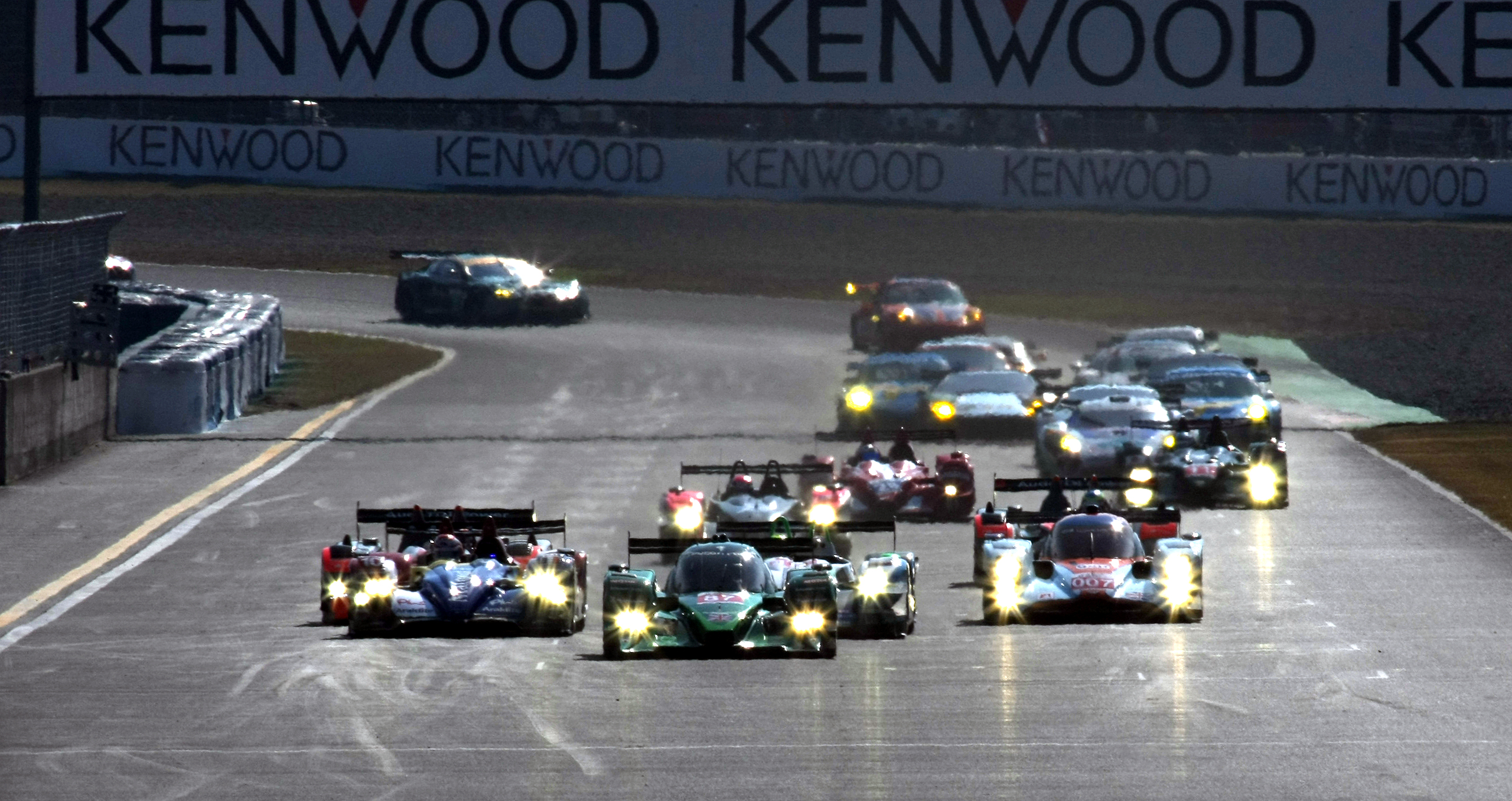
Starten av Okayama 1000 km 2009.